# SN 2004C
SN 2004C – supernowa typu Ic odkryta 12 stycznia 2004 roku w galaktyce NGC 3683. W momencie odkrycia miała maksymalną jasność 14,00m.